# لیجشنیکا
لیجشنیکا (به لاتین: Liješnica) یک منطقهٔ مسکونی در بوسنی و هرزگوین است که در ماگلای واقع شده‌است.